# Simone Rous
Simone Rous (4 oktober 1934 - 1990) was een Zwitserse chemica en hooglerares.

## Biografie
Simone Rous behaalde in 1959 haar licentie in de scheikunde aan de Universiteit van Genève. In 1959 doctoreerde ze vervolgens aan dezelfde universiteit als arts en in 1962 binnen de faculteit wetenschappen. Van 1960 tot 1961 was ze als stagiaire verbonden aan het Centre national de la recherche scientifique (CNRS). Nadien werkte ze vanaf 1967 als privaatdocent aan de Universiteit van Genève, waar ze nog in datzelfde jaar hulpprofessor werd. Vanaf 1970 was ze er vervolgens buitengewoon hooglerares en vanaf 1973 tot 1980 gewoon hooglerares in de medische natuurwetenschappen.
- Base de données des élites suisses: 78708
- Système universitaire de documentation: 131208799
- Virtual International Authority File: 212108124